# دهیانگا
دهیانگا (به لاتین: Dehianga) یک منطقهٔ مسکونی در سری‌لانکا است که در استان مرکزی (سری‌لانکا) واقع شده‌است. دهیانگا ۶۱۸ متر بالاتر از سطح دریا واقع شده‌است.